# کریستف دلموت
کریستف دلموت (انگلیسی: Christophe Delmotte؛ زادهٔ ۹ ژوئن ۱۹۶۹) بازیکن فوتبال اهل فرانسه است.
از باشگاه‌هایی که در آن بازی کرده‌است می‌توان به باشگاه فوتبال استاد رنس، باشگاه فوتبال المپیک لیون، باشگاه فوتبال کن، باشگاه فوتبال لانس، و باشگاه فوتبال سدان اشاره کرد.